# Tomás Antônio Gonzaga
Tomás Antônio Gonzaga (Miragaia, Porto, 11 d'agost de 1744 — Illa de Moçambic, c. 1810), també conegut pel pseudònim Dirceu, va ser un jurista, poeta i activista polític participant de la Conjuració Mineira, moviment per la independència de Minas Gerais.
Se'l considera el més preeminent dels poetes neoclàssics i encara avui és estudiat en escoles i universitats per la seva òpera magna Marília de Dirceu. És patró de la cadira 37 de l'Acadèmia Brasilera de les Lletres.

## Biografia

### Portugal (1744-1782)

#### Primers anys
Va néixer a Miragaia, una petita localitat portuguesa que actualment pertany al terme municipal de Porto. El seu pare fou João Bernardo Gonzaga, un magistrat nascut al Brasil. La seva mare fou Tomásia Isabel Clark, portuguesa d'ascendència anglesa, qui va morir abans que en Tomás Antônio complís un any. Era el petit de set germans. Pare i fills van marxar l'any 1751 al Brasil, primer a Pernambuco i després a Bahia, on va estudiar al col·legi dels Jesuïtes de Salvador.

#### Estudis de Dret i primers treballs
L'any 1761, va tornar a Portugal per cursar Dret a la Universitat de Coimbra, seguint les passes del seu pare, graduant-se en Lleis el 1768. Amb la intenció d'esdevenir professor en aquella universitat i va escriure la tesi «Tractat de Dret Natural», en la que defensava l'assumpte sota el punt de vista tomista i que va dedicar al Marquès de Pombal. Posteriorment va canviar de meta, i enlloc de convertir-se en professor, va optar per la magistratura, exercint el càrrec de jutge a la ciutat de Beja, a Portugal.

### Brasil (1782-1792)

#### Estada a Minas Gerais
Quan va tornar al Brasil, l'any 1782, va ser destinat a Vila Rica, actual ciutat d'Ouro Preto (estat de Minas Gerais), on va exercir d'Ouvidor de difuntos e ausentes (un càrrec públic que desenvolupava funcions tals com marmessor, defensor del poble, recaptador d'impostos i jutge).
Fou llavors, amb 38 anys, quan va conèixer l'adolescent Maria Doroteia Joaquina de Seixas Brandão, de 15. Segons molts historiadors, Gonzaga es va inspirar en ella per crear el personatge central de Marília de Dirceu, malgrat que no hi ha unanimitat al respecte.
El 1786 va obtenir una plaça com a desembargador de Bahia (equivalent a un jutge de l'Audiència Provincial espanyol actual), de tal manera que resol demanar la mà de Maria Doroteia, marcant la data de l'enllaç pel mes de maig de 1789. La parella va patir una gran oposició per part de la família de la núvia, ja que la posició financera de Tomás Antônio era inferior a la d'ella i, a més, es tractava d'un treballador públic que podia ser traslladat en qualsevol moment a Salvador.

##### Cartas chilenas
Durant la seva estància a Minas, va escriure Cartas chilenas, una dotzena de poemes epistolars de caràcter satíric, amb una agressiva crítica al govern colonial. En aquestes missives, l'autor es posava en la pell de Critilo, un xilè que escrivia al seu amic madrileny Doroteu, queixant-se del governador Fanfarrão Minésio.

#### Participació a laInconfidência Mineira
El mateix 1789 (tres setmanes abans de la data del casament), Tomás Antônio Gonzaga va involucrar-se en la Conjuració Mineira (Inconfidência Mineira, en portuguès brasiler), que fou la primera revolta pro-independència de Minas Gerais, junt amb Cláudio Manuel da Costa, Joaquim José de Silva Xavier "Tiradentes" o Alvarenga Peixoto, entre d'altres. Un dels participants va delatar la resta, que van ser arrestats el 9 de maig i acusats de traïció. Gonzaga va ser empresonat a la fortalesa situada a l'illa de Les Cobres, a la llavors capital del país, Rio de Janeiro, on va ser jutjat i sentenciat, veient com tots els seus béns eren confiscats.
Va ser, per tant, separat de la seva promesa, Maria Doroteia. Ella, que també formava part de la conspiració, no va arribar a ser encausada. La seva família va trencar definitivament el compromís dels nuvis i va marxar a residir a la casa pairal, on Maria Doroteia va recluir-se i on va morir l'any 1853.

#### Presó i exili
Va romandre en reclusió per tres anys, durant els quals hauria escrit la major part de les lires que se li atribueixen (les corresponents a la segona part de l'obra), ja que no hi ha registres de signatura en cap dels manuscrits. L'any 1792, a petició personal de la Reina Maria I de Portugal, la seva pena és commutada pel bandejament.
El mateix any en què surt de presó, es publica a Lisboa la primera part de Marília de Dirceu, amb 33 lires. No es té certesa de si l'autor d'aquesta primera part va ser el propi Gonzaga o si va ser obra d'algú altre, car els anàlisis del text indiquen que aquest no es va escriure des d'una cel·la, com sí succeeix amb la segona part de l'obra. També existeix la teoria que fossin escrites un any abans dels afers de la Conspiració.

### Moçambic (1792-1810)

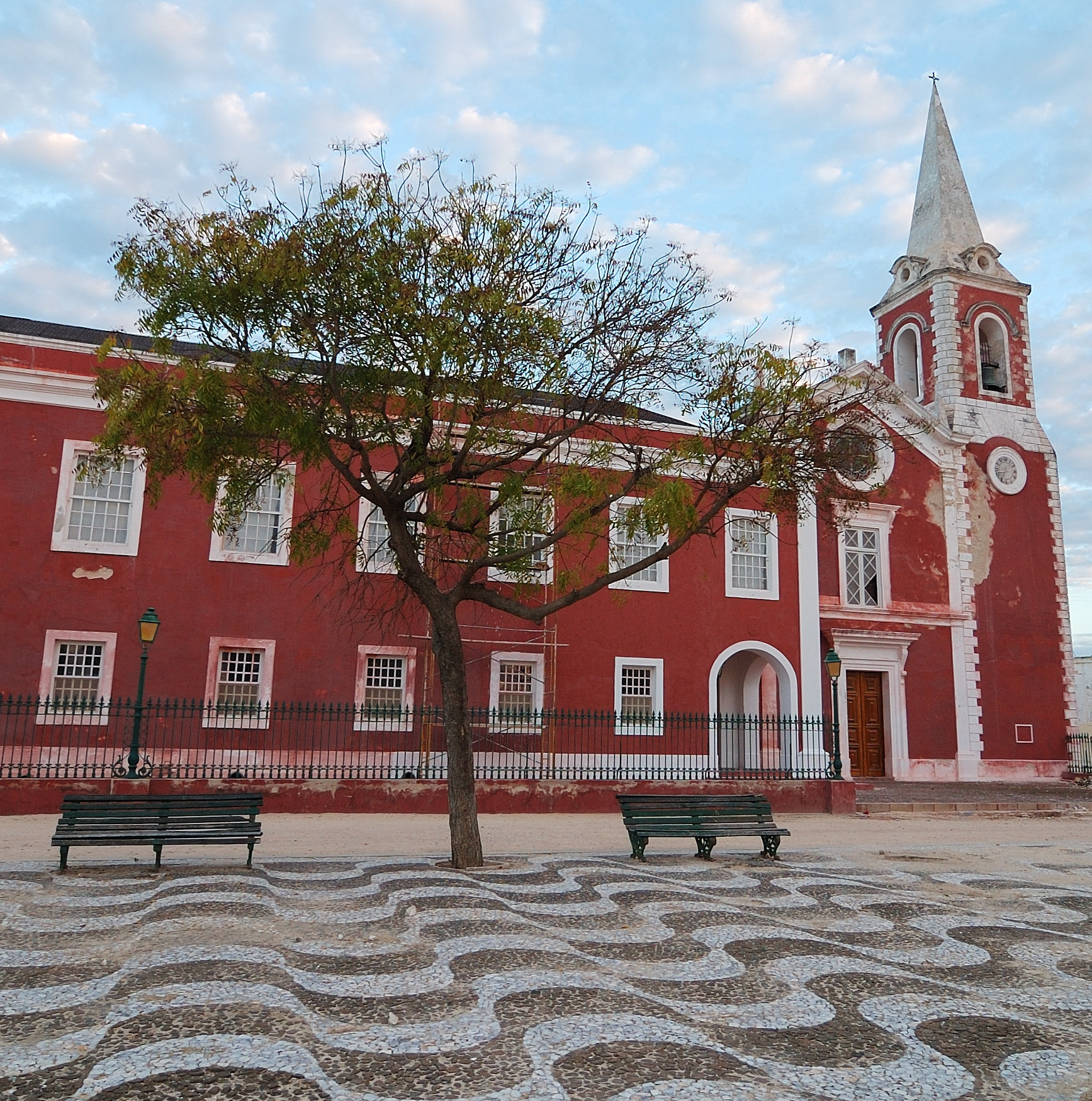
Mostra de l'arquitectura colonial portuguesa a Moçambic (Palácio de São Paulo).

Per complir la seva sentència de bandejament, el poeta és traslladat a la costa oriental d'Àfrica, a Moçambic, a fi de complir una sentència de deu anys. A la colònia africana treballa com advocat i s'allotja a la casa d'un ric traficant d'esclaus. Només un any després, el 1793, contrau matrimoni amb la filla del negrer, de nom Juliana de Sousa Mascarenhas («persona de moltes dots i poques lletres»), amb qui va tenir dos fills: Ana i Alexandre Mascarenhas Gonzaga. Després d'això, té una trajectòria còmode i ben considerada, ocupant els càrrecs de procurador (fiscal) i de jutge de les Duanes de Moçambic, que era la seva posició quan va morir. No es conserva un registre fiable de la data de la mort de Tomás Antônio Gonzaga, però es calcula que va ser circa 1810.
El 1799, és publicada la segona part de Marília de Dirceu, amb 65 lires més. Gonzaga va ser molt admirat per poetes del Romanticisme com Casimiro de Abreu i Castro Alves. L'any 1812 es va publicar una tercera part de l'obra Marília de Dirceu, però avui se sap que no va ser escrita per Gonzaga.

## Característiques literàries

### Estil
La poesia de Tomás Antônio Gonzaga, presenta les típiques característiques arcàdiques i neoclássiques: elements pastorals, bucòlics, la presència d'una Naturalesa amena, l'equilibri, etc. D'altra part, també conté trets pre-romàntics (principalment en la segona part de Marília de Dirceu), com ara les confessions de sentiments personals, l'èmfasi emotiva fora dels cànons del neoclassicisme, la descripció de paisatges genuïnament brasilers, etc. La convivència amb la Il·lustració afegeix al seu estil la preocupació en atenuar les tensions i racionalitzar els conflictes.
Tomás Antônio Gonzaga va escriure versos marcats per les vivències personals, per l'harmonització dels elements racionals i afectius i per un lleuger toc de sensualitat. Segons el prestigiós historiador i crític literari Alfredo Bosi, Gonzaga tenia cura principalment de «trobar la versió literària més justa a les seves preocupacions». Així, «la figura de Marília, els amors encara no realitzats i el pesar per la separació entren només ocasionalment al cançoner de Dirceu», el que diferencia l'autor dels seus col·legues romàntics.

### Marília de Dirceu

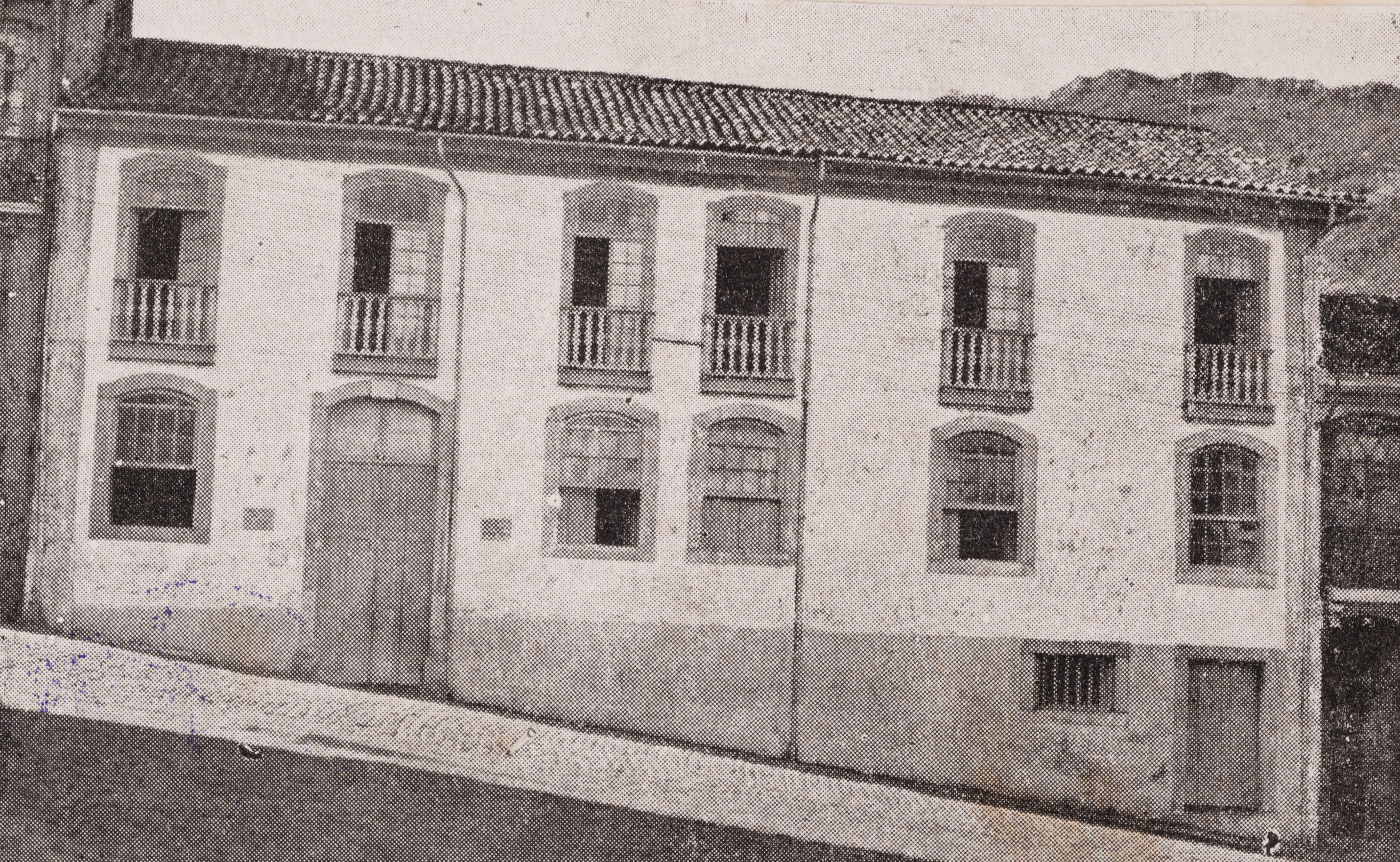
Residència del poeta Tomás Antônio Gonzaga. Des de l'última finestra de la dreta, contemplava la seva promesa, Maria Doroteia Joaquina de Seixas Brandão. Actualment es un museu dedicat a l'escriptor.

Escrita sota el nom de ploma de Dirceu, les lires que va compondre a la seva pastora idealitzada reflecteixen la trajectòria del poeta, a qui l'estada a la presó va servir-li de dic de contenció (la segona part del llibre es va escriure mentre Gonzaga era empresonat). Abans de la seva sentència, en un to de fidelitat, canta la ventura de la iniciació amorosa, la satisfacció de l'amant, que, valorant el moment present, busca la simplicitat del refugi en la naturalesa, tan bon punt europea com mineira. Després de la reclusió, en un to tràgic de desànim, canta l'infortuni, la injustícia (ell es considera innocent), el destí i l'etern consol en l'amor de la figura de Marília. Són compostes en redondilla menor o en decasíl·labs trencats. Expressen la simplicitat i graciós lirisme íntim, originats en la naturalitat i la senzillesa en el tracte dels sentiments i de l'elecció lingüística. Al conferir habilitats poètiques al protagonista, un camperol, qui amaga un element civilitzat, Gonzaga demostra una vegada més les seves diferències amb la filosofia romàntica, ja que segueix el descrit en les regles per a l'escrita d'èglogues dels manuals de poètica de l'època, que instrueixen als poetes que busquen la superació dels antics, imitant-los, utilitzant un jo-líric que s'aproximi a les figures dels pastors, caçadors, pagesos i vaquers.

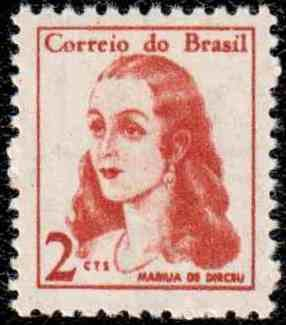
Segell amb la imatge de Marília.

Marília és descrita a vegades com una noia morena i d'altres, com una rossa. És un dels motius pel qual es dubta que Maria Doroteia inspirès el personatge o, si més no, que fos l'única en fer-ho. A més, creure que el sentiment existent entre el poeta i Maria Doroteia fos la motivació principal per a la confecció dels poemes, és una idea arriscada, tenint en consideració que aquest pensament no sorgiria fins l'eclosió del Romanticisme, ja en el segle xix. És, doncs, més plausible que la teoria de la inspiració es basés en l'ideal de l'emulació, que configurava el sentiment poètic de l'època, basat en les filosofies retòrico-poètiques vigents on, el poeta, seguint incomptables regles literàries, imitava els poetes antics buscant superar-los. A més, no resulta creïble que el burgés Tomás Antônio tingués el desig de convertir-se en un pastor, cuidar d'ovelles i viure en una barraca dalt d'una muntanya.
És interessant fixar-se en alguns aspectes d'aquesta obra de Gonzaga. Cada lira és una conversa entre Dirceu i la pastora Marília, però, encara que l'obra hi hagi l'estructura d'un diàleg, només Dirceu parla (es tracta d'un monólogo), referint-se a Marília, en general, amb vocatius. Per al crític Antonio Candido, l'obra hauria de titular-se Dirceu de Marília, però el patriarcalisme de Gonzaga mai li permetria declarar-se com l'objecte posseït.

## Llegat cultural
El compositor Marcos Portugal (1762-1830), favorit del príncep Joan quan la cort reial portuguesa encara romania a Lisboa, va musicar algunes lires de la primera part de Marília de Dirceu, en format de modinha, un gènere operístic sorgit a Portugal i desenvolupat posteriorment al Brasil.
Tomás António Gonzaga ja ha sigut retratat com un personatge de cinema i de televisió, interpretat per Gianfrancesco Guarnieri en la telenovel·la Dez vidas (1969), per Luiz Linhares en la pel·lícula Os inconfidentes (1972) i per Eduardo Galvão en la pel·lícula Tiradentes (1999).
Gonzaga és patró de la cadira nº 37 de l'Académia Brasileira de Letras, per elecció de l'escriptor Péricles Eugênio da Silva Ramos.